# Liste der Baudenkmäler in Langfurth
Auf dieser Seite sind die Baudenkmäler in der mittelfränkischen Gemeinde Langfurth zusammengestellt. Diese Tabelle ist eine Teilliste der Liste der Baudenkmäler in Bayern. Grundlage ist die Bayerische Denkmalliste, die auf Basis des Bayerischen Denkmalschutzgesetzes vom 1. Oktober 1973 erstmals erstellt wurde und seither durch das Bayerische Landesamt für Denkmalpflege geführt wird. Die folgenden Angaben ersetzen nicht die rechtsverbindliche Auskunft der Denkmalschutzbehörde.
 Diese Liste gibt den Fortschreibungsstand vom 15. April 2020 wieder und enthält elf Baudenkmäler.

## Baudenkmäler nach Gemeindeteilen

### Langfurth
| Lage                          | Objekt              | Beschreibung                                                                           | Akten-Nr.    | Bild |
| ----------------------------- | ------------------- | -------------------------------------------------------------------------------------- | ------------ | ---- |
| Friedhof Langfurth (Standort) | Kriegerdenkmal      | Vollplastische Soldatengruppe auf hohem Postament, Sandstein, bezeichnet „1914“        | D-5-71-170-2 | BW   |
| Kapellengasse 2 (Standort)    | Katholische Kapelle | Neugotischer kleiner Saalbau mit schlankem Ostturm, bezeichnet „1903“; mit Ausstattung | D-5-71-170-1 | BW   |

### Ammelbruch
| Lage                                   | Objekt                                                            | Beschreibung | Akten-Nr.    | Bild           |
| -------------------------------------- | ----------------------------------------------------------------- | --- | ------------ | -------------- |
| Ammelbrucher Hauptstraße 33 (Standort) | Pfarrhaus                                                         | Zweigeschossiger Putzbau mit Halbwalmdach, erste Hälfte 19. Jahrhundert                                                                                                 | D-5-71-170-5 | BW             |
| Nähe Raiffeisenstraße (Standort)       | Friedhofsmauer                                                    | Massiv, 1900/02; Friedhofskreuz auf spätklassizistischem Postament, um 1900                                                                                             | D-5-71-170-3 | BW             |
| Nähe Schulweg (Standort)               | Evangelisch-lutherische Pfarrkirche St. Peter, ehemals St. Petrus | Unverputzte Saalkirche mit eingezogenem Polygonalchor und nördlichem Flankenturm, 15. Jahrhundert, Langhaus von Johann David Steingruber erneuert 1753; mit Ausstattung | D-5-71-170-4 | weitere Bilder |
| Nähe Schulweg (Standort)               | Ehemalige Friedhofsmauer                                          | Aus Quadersteinen, wohl 18. Jahrhundert | D-5-71-170-4 | BW             |

### Dorfkemmathen
| Lage                                                                   | Objekt | Beschreibung | Akten-Nr.    | Bild           |
| ---------------------------------------------------------------------- | --- | --- | ------------ | -------------- |
| Kühleisenstraße 24, vor dem Ortsende Richtung Bernhardswend (Standort) | Steinkreuz                                                                                                  | Spätmittelalterlich | D-5-71-170-9 | BW             |
| Vorstadt 2 (Standort)                                                  | Pfarrhaus                                                                                                   | Zweigeschossiger, massiver Putzbau mit Walmdach, 1791                                                                       | D-5-71-170-7 | Pfarrhaus      |
| Vorstadt 4 (Standort)                                                  | Evangelisch-lutherische Pfarrkirche Zur Lieben Frau, ehemals St. Katharina, dann Wallfahrtskirche St. Maria | Quadratische unverputzte Saalkirche mit stark eingezogenem Polygonalchor, Mitte 15. Jahrhundert, Turm 1522; mit Ausstattung | D-5-71-170-8 | weitere Bilder |
| Vorstadt 4 (Standort)                                                  | Friedhofsmauer                                                                                              | Quadermauer mit Rundbogeneingang und eingelassenen Grabsteinen, spätmittelalterlich                                         | D-5-71-170-8 | BW             |

### Matzmannsdorf
| Lage                                          | Objekt                                                                                         | Beschreibung                                                                   | Akten-Nr.     | Bild |
| --------------------------------------------- | ---------------------------------------------------------------------------------------------- | ------------------------------------------------------------------------------ | ------------- | ---- |
| In Matzmannsdorf; Matzmannsdorf 31 (Standort) | Gedenkstätte für 300- bzw. 400-Jahrfeier der Augsburger Confession, sogenannte Augustanasteine | Halbrunde Anlage von fünf Pfeilern von 1930 um einen Sandsteinpfeiler von 1830 | D-5-71-170-10 | BW   |

### Oberkemmathen
| Lage                       | Objekt          | Beschreibung                                                                                            | Akten-Nr.     | Bild |
| -------------------------- | --------------- | --- | ------------- | ---- |
| Oberkemmathen 2 (Standort) | Ehemalige Mühle | Zweigeschossiger Krüppelwalmdachbau mit Putzgliederung, bezeichnet „1837“, mit kleinem seitlichem Anbau | D-5-71-170-12 | BW   |

### Stöckau
| Lage                                                                  | Objekt     | Beschreibung                    | Akten-Nr.     | Bild |
| --------------------------------------------------------------------- | ---------- | ------------------------------- | ------------- | ---- |
| Nähe Hauptstraße, südöstlich des Ortes, Richtung Langfurth (Standort) | Sühnekreuz | Sandstein, wohl 16. Jahrhundert | D-5-71-170-13 | BW   |